# Међународни рачуноводствени стандард 16
МРС 16 - Некретнине, постројења и опрема
Циљ овог стандарда је да пропише рачуноводствени поступак за некретнине, постројења и опрему. Главна питања рачуноводственог обухватања некретнина, постројења и опреме су моменти признавања средстава, утврђивање износа по којима се исказују и признавање припадајућих трошкова амортизације. 
Поступаак признавања има две фазе: 
1. Признавање издатака за набавку, изградњу, реконструкцију као средства или као расхода и
2. Након опредељења да се ради о средствима, врши се сврставање на стална или текућа средства.

Почетно вредновање је по трошку набавке, тј. по набавној вредности или цени коштања. 
Након почетног признавања стандард утврђује два поступка: 
1. Основни поступак - накнадна процена заснива се на трошку набавке и
2. Дозвољени алтернативни поступак - накнадна процена се заснива на фер вредностима.

Некретнине, постројења и опрема су материјална средства која предузеће држи за употребу, у производњи или пружању услуга за изнајмљивање или административне сврхе. Користе се дуже од једног обрачунског периода. Амортизују се током корисног века трајања. Основица за амортизацију је набавна вредност или цена коштања на име стицања или производње. Поштена или фер вредност је износ за који средство може да се размени у трансакцији између добро обавештених и вољних страна, међусобно суочених. То је исказани износ по којем је неко средство признато у билансу стања по одбитку укупне амортизације и укупних губитака због његовог обезвређења.